# 알렉산드르 야코블레프 (정치인)

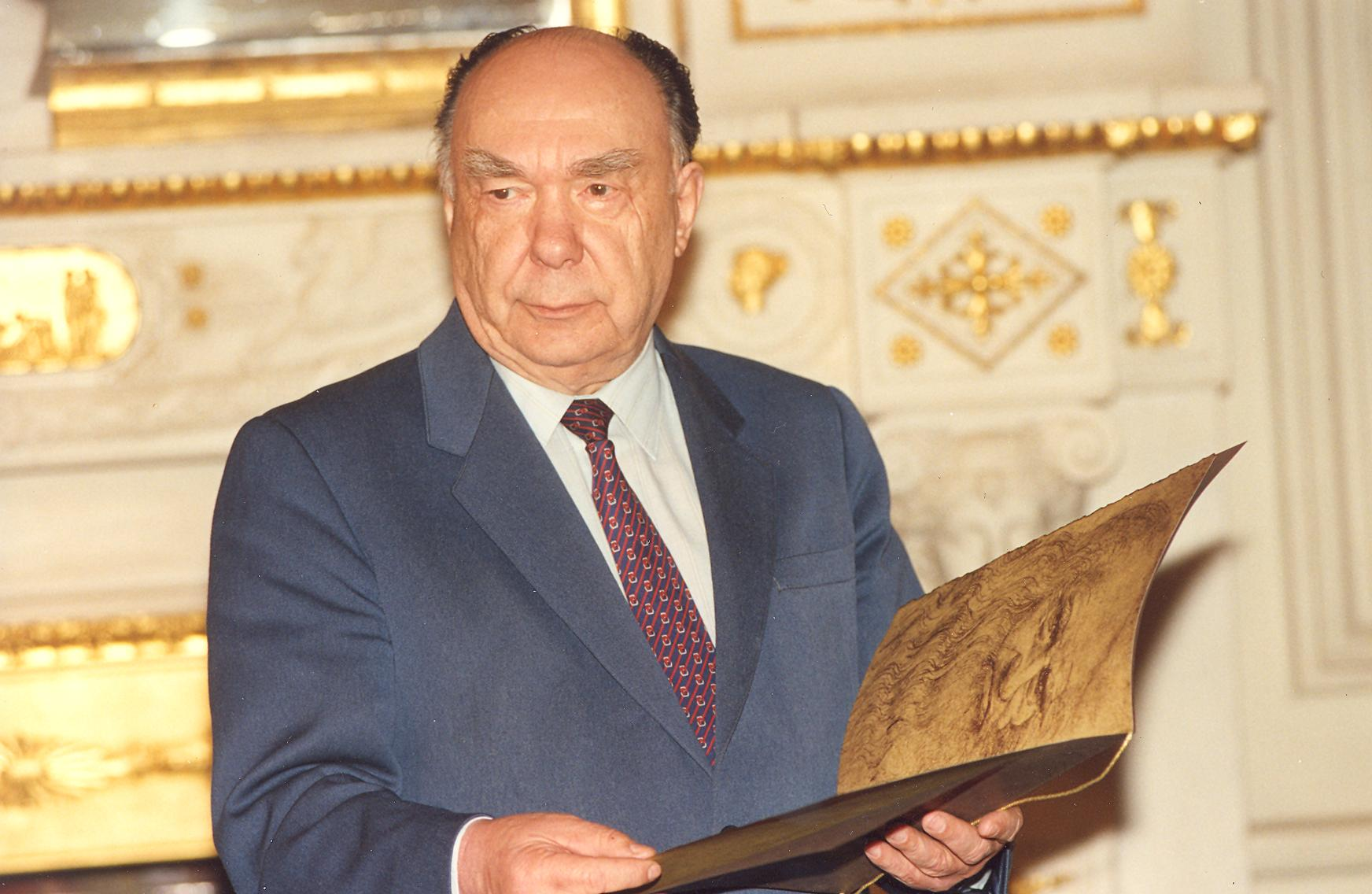
알렉산드르 니콜라예비치 야코블레프

알렉산드르 니콜라예비치 야코블레프(러시아어: Александр Николаевич Яковлев, 1923년 12월 2일 ~ 2005년 10월 18일)는 소련과 러시아의 경제학자이자 정치가이다.
그는 1987년부터 1990년부터 소련 공산당 중앙위원회 정치국원을 지냈으며, 미하일 고르바초프의 뒤에서 글라스노스트와 페레스트로이카의 이론적 배경을 제공했기 때문에 ‘글라스노스트의 대부(代父)’라고 불렸다. 소련의 붕괴 이후에는 고르바초프의 정치적 주장에 동조하였고, 블라디미르 푸틴 정권과 드미트리 메드베데프를 비판하였다.